# Steffen Hamann
Steffen Ewald Hamann (* 14. Juni 1981 in Rattelsdorf) ist ein ehemaliger deutscher Basketballspieler. Er spielte auf der Position des Point Guards. Die Angaben über Hamanns Körpergröße schwanken zwischen 1,86 und 1,95 Meter. Im Juni 2013 gab Hamann sein Karriereende bei der deutschen Basketballnationalmannschaft bekannt, 2015 trat er auch als Vereinsspieler zurück.

## Spielerkarriere
Mit neun Jahren begann Steffen Hamann Basketball zu spielen. In Rattelsdorf, Kemmern, Bamberg und Breitengüßbach spielte er in Jugendmannschaften. Ab 1998 spielte er beim TSV Breitengüßbach in der 2. Liga und ab 1999 beim TTL uniVersa Bamberg (heute Brose Bamberg) in der Basketball-Bundesliga. Bis 2003 spielte er mit einer Doppellizenz in beiden Mannschaften, nachfolgend nur noch in Bamberg, wo er 2005 als gebürtiger Bamberger auch die deutsche Meisterschaft gewann.
Zu Beginn der Saison 2006/07 wechselte Hamann zu Climamio Bologna nach Italien, kehrte jedoch bereits Anfang Januar 2007 wieder nach Bamberg zurück, da er nach einem Trainerwechsel in Bologna zu wenig Spielzeit bekam. Hamann wurde 2005 und 2007 mit Bamberg deutscher Basketballmeister. Im Juni 2008 unterschrieb Hamann bei Alba Berlin einen Drei-Jahres-Vertrag. Der Wechsel zu Alba Berlin war eine kleine Sensation, denn zuvor galt Hamann bei den Alba-Fans als eine Art Buhmann. Nach der Spielzeit 2009/2010 wurde Hamanns Vertrag bei Alba aufgelöst und er unterschrieb einen Drei-Jahres-Vertrag beim ProA-Ligisten FC Bayern München, wo er erneut (wie in Bamberg und in der Nationalmannschaft) mit Trainer Dirk Bauermann zusammenarbeitete. Am Ende seiner ersten Saison stieg Hamann mit München in die Bundesliga auf. Mit dem FC Bayern München wurde Hamann im Jahr 2014 deutscher Basketballmeister und fungierte dabei als Mannschaftskapitän. Nach dem Gewinn der Meisterschaft wurde sein Vertrag in München nicht verlängert.
Zur Saison 2014/15 wechselte er zum Zweitligisten Bike-Cafe Messingschlager Baunach. Dort beendete er nach der Saison 2014/15 seine Karriere als Basketballspieler. Im Altherrenbereich spielte Hamann später für den TSV 1860 Rosenheim und wurde mit der Mannschaft Deutscher Meister.

### Nationalmannschaft
Sein Debüt in der Nationalmannschaft gab Hamann am 22. Januar 2003 in Koblenz gegen Mazedonien. Sein größter Erfolg auf internationaler Ebene war der fünfte Platz bei der Europameisterschaft 2007. Zwischen 2003 und 2011 bestritt Hamann insgesamt 131 Länderspiele, von denen 75 gewonnen wurden. Dabei erzielte er durchschnittlich 5,03 Punkte pro Spiel. Im Juni 2013 erklärte Hamann seinen Rücktritt aus der Nationalmannschaft.

## Trainerkarriere
Nach dem Ende seiner Spielerlaufbahn hospitierte Hamann im Nachwuchsbereich des FC Bayern München. Mit der U14-Knabenmannschaft des FCB wurde er 2016 und 2017 deutscher Meister. Er leitete die Mannschaft im Trainergespann mit Florian Wedell und Frank Kropp. Im September 2019 erlangte Hamann den A-Trainerschein. 2021 wurde Hamann Cheftrainer der U16 des FC Bayern. 2023 wechselte er zum Deutschen Basketball-Bund und wurde Cheftrainer der U15-Nationalmannschaft.

## Sonstiges
Hamann tritt zeitweilig als Experte bei Basketballübertragungen auf, unter anderem bei ProSieben, Ran.de und DAZN. Bei der Münchener Zeitung Tz war er Verfasser einer Kolumne.